# Gentbrugge
Gentbrugge is een plaats in de Belgische provincie Oost-Vlaanderen en een deelgemeente van de stad Gent. In Gentbrugge woonden eind 2007 20.317 mensen. Gentbrugge ligt ten zuidoosten van het stadscentrum, aan de Schelde. Aan de Bassijnwijk ligt de Gentbruggesluis, de laatste sluis op de Schelde, zodat Gentbrugge (en Sint-Amandsberg aan de overkant) de meest inlandse gemeente was waar men eb en vloed zag op de Schelde. Vanaf deze sluis noemt men deze rivier de Zeeschelde. Aan de noordoostelijke rand loopt de Franse Vaart, door mensenhanden gegraven in 1752, voor een stuk over het grondgebied van Gentbrugge. Ze moest mee het Scheldewater afvoeren vanaf het Strop te Gent via een traject net ten zuiden van de Schelde en dat verder oostwaarts weer in de Schelde uitmondt. Ze kreeg haar naam via de werfleider Ignace Balthazar Malfaison, die voor een Frans bedrijf werkte.
Het oude dorpscentrum ligt in het noorden van Gentbrugge, langs de Schelde. De verstedelijking strekt zich van hier en vanuit Gent verder zuidoostwaarts uit. Ten zuiden van de Brusselsesteenweg loopt die over in de wijken Flora van Merelbeke en Vogelhoek van Melle. Door rechttrekking van de Schelde te Gentbrugge tussen 1870 en 1875 verloor deze plaats 9 hectare aan Destelbergen, verloor er 7 aan en verwierf er 42 van Heusden.

## Geschiedenis
In de Romeinse tijd liep door Gentbrugge een heerweg naar Bavay. De kleine wijk het Kamp nabij de Meersemdries zou op een Romeins kamp kunnen teruggaan maar hiervoor zijn nooit concrete bewijzen gevonden. In de 12e eeuw waren in Gentbrugge leenmannen van de graaf van Vlaanderen.
In de 13e eeuw werd het samen met andere parochies eigendom van de heren van Rode: zeventien parochies van Gentbrugge tot Munte. In 1705 werd een nieuwe "Brusselsesteenweg" aangelegd. In het zuidoostelijk gebied, de zogenaamde Heide, werden de centrale werkplaats van de NMBS (het Arsenaal) opgericht (1881-84) en het vormingsstation van Merelbeke aangelegd. In de buurt kwamen twee woonwijken met voornamelijk arbeiderswoningen tot stand, namelijk de wijk Arsenaal en de Veldwijk of Moscou, bekend geworden sinds de film "Aanrijding in Moscou".
Tussen beide wijken lag eertijds een militair oefenterrein (1815), dat rond 1970 grotendeels werd ingenomen door het viaduct van Gentbrugge met opritten van de E17-autosnelweg (toen nog de "E3") die het hele grondgebied doorsnijdt.  
Nabij de Schelde was 150 jaar lang de Puntfabriek gevestigd. Deze werd in 1993 gesloten, deels afgebroken, de gronden gesaneerd en de terreinen kregen een andere bestemming.
De naam "Gentbrugge" heeft waarschijnlijk niets te maken met de stad Brugge, maar is wellicht afkomstig van: een brug over de Schelde. Andere historici zien het bestaan van een burchtkapel bij het kasteel de Oude Kluis (zie verder) als verklaring voor de naam van de plaats.
In 2019 werd een vroegmiddeleeuwse nederzetting in de bodem ontdekt.

### Titanic-slachtoffers
Aan boord van de Titanic, het schip dat in april 1912 zonk, waren 27 Vlamingen. Een van hen was Mathilde Pede (24 mei 1874 - 13 oktober 1953) die haar Canadese echtgenoot, Leopold Weisz, vergezelde. Daardoor stond ze op de passagierslijst ten onrechte genoteerd als Mathilde Weisz. Hij verdronk en zij overleefde de ramp, samen met zes andere Vlamingen. Mathilde Pede bracht de rest van haar leven in Canada door. Ze was uit Gent afkomstig, meer bepaald uit het intussen verdwenen De Vreese Werkmanskwartier bij de Sint-Pietersabdij. Er werd een straat in Gentbrugge naar haar genoemd.

## Bezienswaardigheden
- Het kasteel de Oude Kluis, hoogstwaarschijnlijk het oudste kasteel in Gentbrugge
- Het Archief Gent in De Zwarte Doos
- Het Braemkasteel waarvan de geschiedenis tot in de 14e eeuw terug gaat
- Het kasteel Vilain, dat reeds op 17e-eeuwse kaarten stond vermeld, zijn omwalling en omgeving werden in 1980 als monument en dorpsgezicht beschermd. Als gevolg van verwaarlozing door de eigenaren en de overheid rest echter enkel nog één torentje van het kasteel
- Het kasteel de Pélichy
- Het kasteel Coninxdonck, dat in de 19e eeuw werd opgetrokken ter vervanging van een middeleeuws slot
- Het Kasteeltje De Schrijver aan de Achterdries
- Het Kasteel Speltinckx aan Meersemdries
- Het Kasteel Van den Hove aan Meersemdries
- Het Kasteel van de Velde aan het Philippe Van de Veldehof, waarvan het pomphuis en een jachtpaviljoen bewaard zijn gebleven
- Het Kasteel Limnander, aan de Voordries
- De HH. Simon en Judas-Thaddeuskerk, met een beschermd Van Peteghemorgel en de begraafplaats van Gentbrugge
- De Sint-Antonius van Paduakerk
- De Sint-Eligiuskerk aan de Keiberg, met pastorie
- De deelgemeente is bekend om zijn in felle kleuren geschilderde watertoren, te zien vanaf de E17

## Natuur en landschap
Gentbrugge was vanouds een landelijk dorp maar het is geleidelijk verstedelijkt en is vastgegroeid aan de Gentse agglomeratie. Het wordt in het noorden en oosten begrensd door de Schelde. De hoogte bedraagt 5-15 meter. De autoweg A14 doorsnijdt het grondgebied. Een belangrijk natuurgebied wordt gevormd door de Gentbrugse Meersen, een park- en natuurgebied nabij de Schelde.
Gentbrugge heeft, mede door de nabijheid van de stad, bekendheid verworven door de bloemenkweek, met Louis Van Houtte als voortrekker. Tot de Tweede Wereldoorlog was ook de tuinbouw belangrijk in Gentbrugge. met Frederik Burvenich als een van de voortrekkers.

## Sport
Gentbrugge bood van 1920 tot en met 2013 plaats aan het Jules Ottenstadion, waar voetbalclub KAA Gent speelde. Het stadion werd in 2013 afgebroken om er een woonwijk te bouwen. Hiernaast liggen de tennisterreinen van La Gantoise alsook de velden van de hockeyploeg.
Vanaf 1905 tot 2010 speelde een voetbalclub in het Emanuel Hielstadion. Ze ontstond op 1 april 1899 uit de fusies van Athletic Club Gantois, Sport Pédestre Gantois en Football Club Gantois en sloot als Racing Club de Gand aan bij de UBSSA. Anno 2010 is ze, na een aantal latere ontwikkelingen, omgevormd tot KRC Gent-Zeehaven en werkt ze haar wedstrijden in Oostakker af. De terreinen te Gentbrugge werden vanaf 2010 omgevormd tot atletiekaccommodatie voor Racing Club Gent Atletiek.
Op 14 augustus 2011 werd de nieuwe atletiekaccommodatie officieel geopend. Ze kreeg de naam Wouter Weylandt-atletiekstadion en er werd een plaquette onthuld in aanwezigheid van de ouders van Wouter Weylandt.
Gentbrugge beschikt ook over de eerste Vlaamse padelclub “Padel 4U2 Gent”; hij opende zijn deuren in juli 2012. De club omvat negen padelterreinen (waarvan acht dubbel en een enkel). Drie terreinen werden overkapt en bieden op die manier permanent bedrijfszekerheid. De club omvat ook een beachterrein dat gebruikt kan worden voor beachpadel en beachvolleybal.

## Gentbrugge en de Zeeschelde
De Zeeschelde is tussen Melle en de Gentbruggesluis te Gentbrugge voor een groot deel dichtgeslibd (zie foto). Hierdoor is een uniek stuk getijrivier met slikken en schorren ontstaan. Waterwegen en Zeekanaal wil via het project Zeeschelde Gentbrugge-Melle dit stuk Schelde opnieuw bevaarbaar maken voor de pleziervaart zodat Gent ook rechtstreeks te bereiken is vanuit het oosten. De bouw van een nieuwe sluis in Heusden wordt overwogen. Zo kan de Zeeschelde op dit traject permanent worden vernat en komt er een einde aan de knijtenplaag. De bouw van de sluis zorgt echter voor controverse. Natuurpunt en bewonersvereniging GEzwiNT protesteren tegen de hoge kosten die de bouw van zo'n sluis met zich meebrengt en vrezen voor verlies aan natuurwaarde. Een eenvoudige overloop aan de sluis in Gentbrugge zou het knijtenprobleem kunnen indijken.

## Galerij

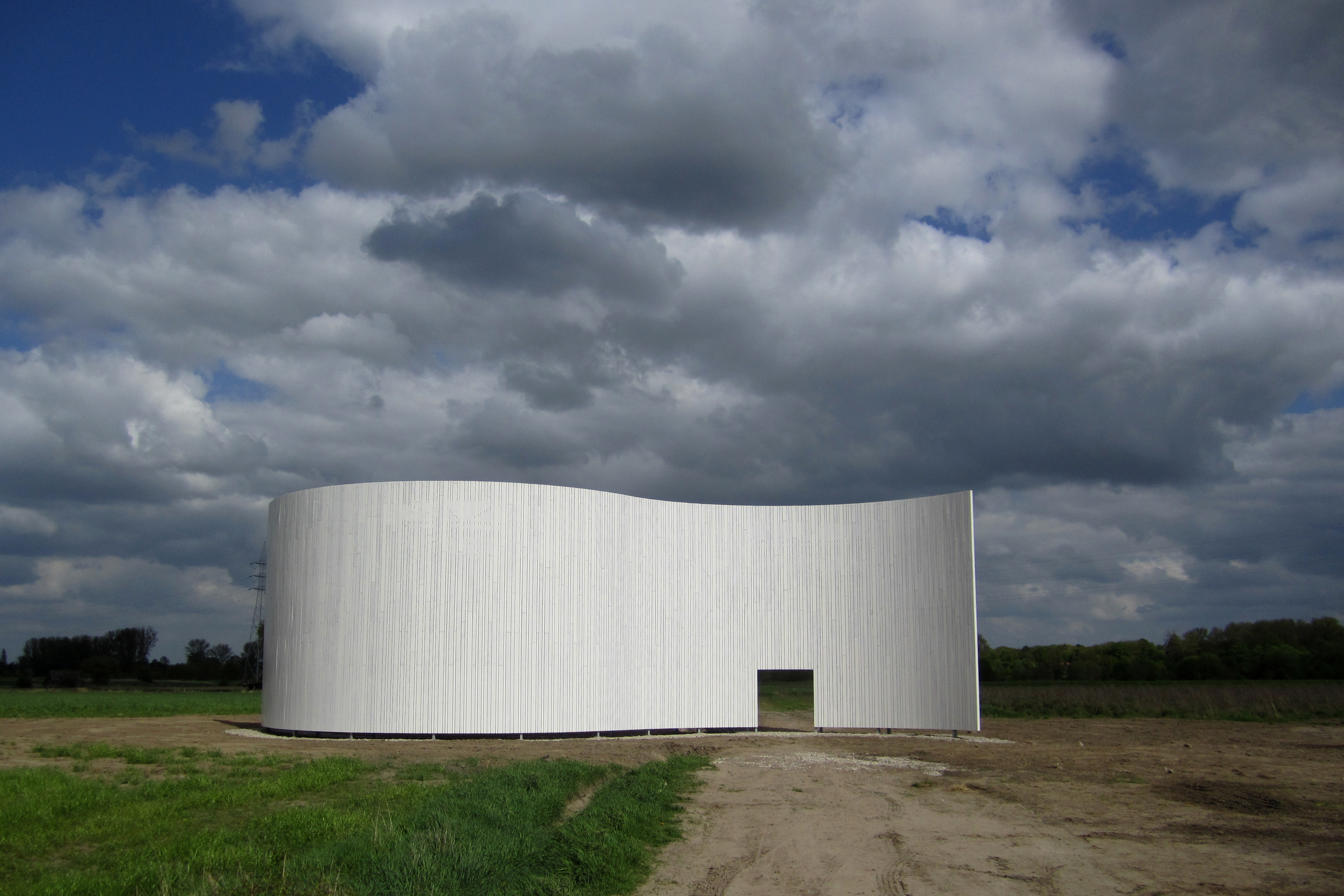
Vredesmonument in Gentbrugse Meersen - Koningsdonkstraat
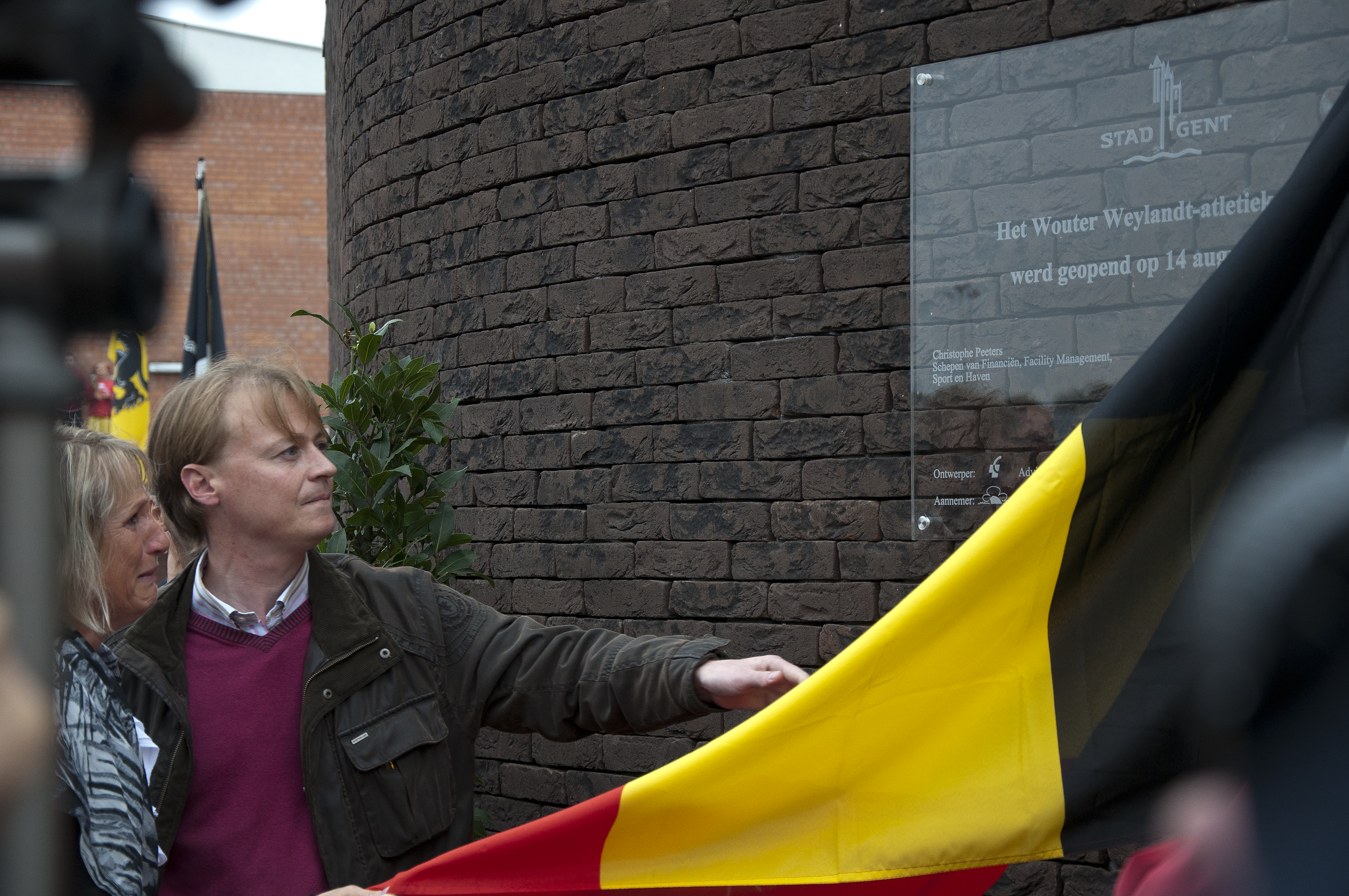
plaquette van het Wouter Weylandt-stadion
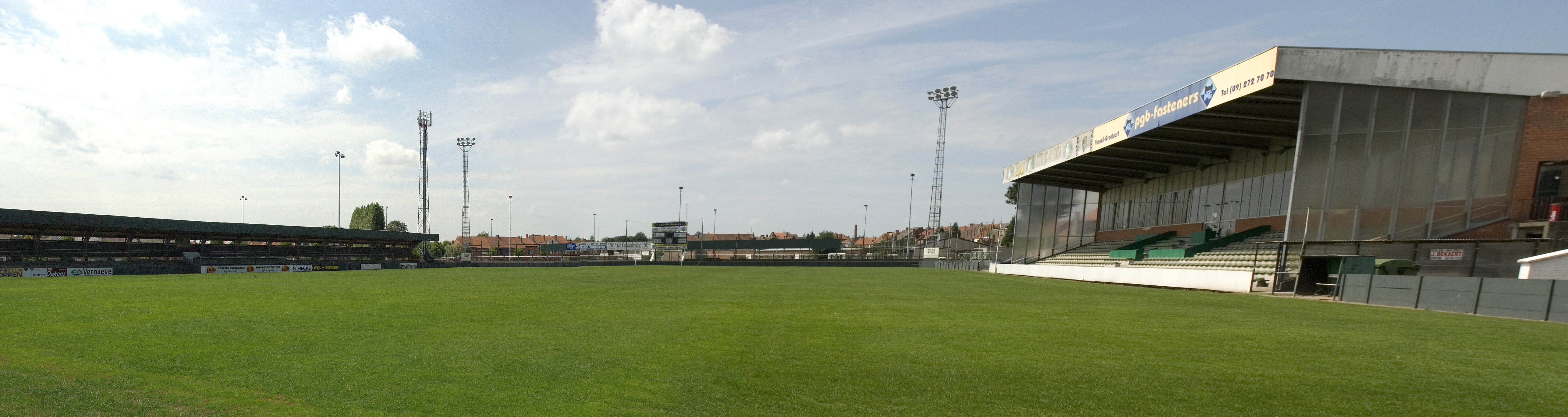
Het Emanuel Hielstadion op 16 juli 2009
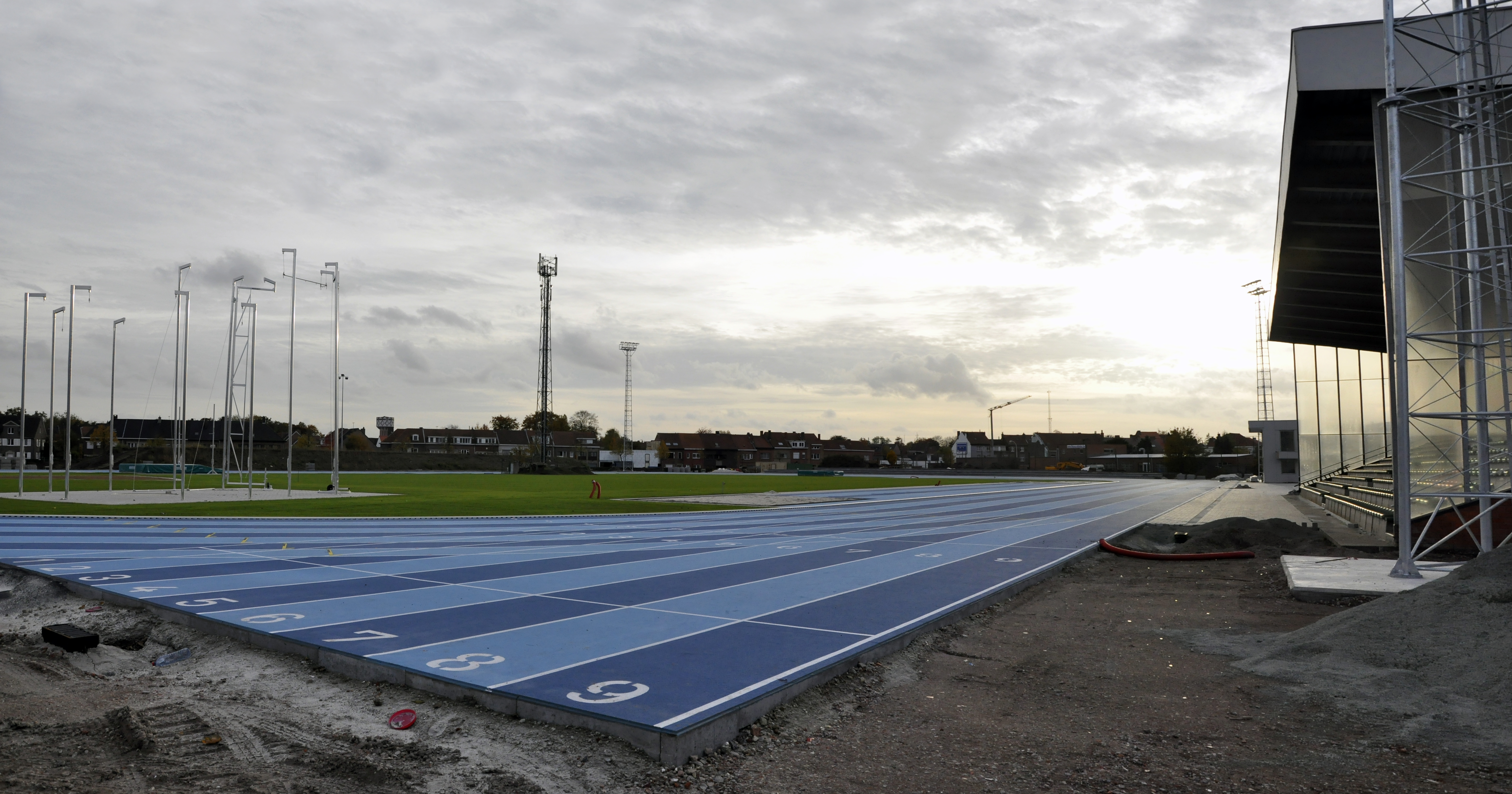
De atletiekaccommodatie op 3 november 2010
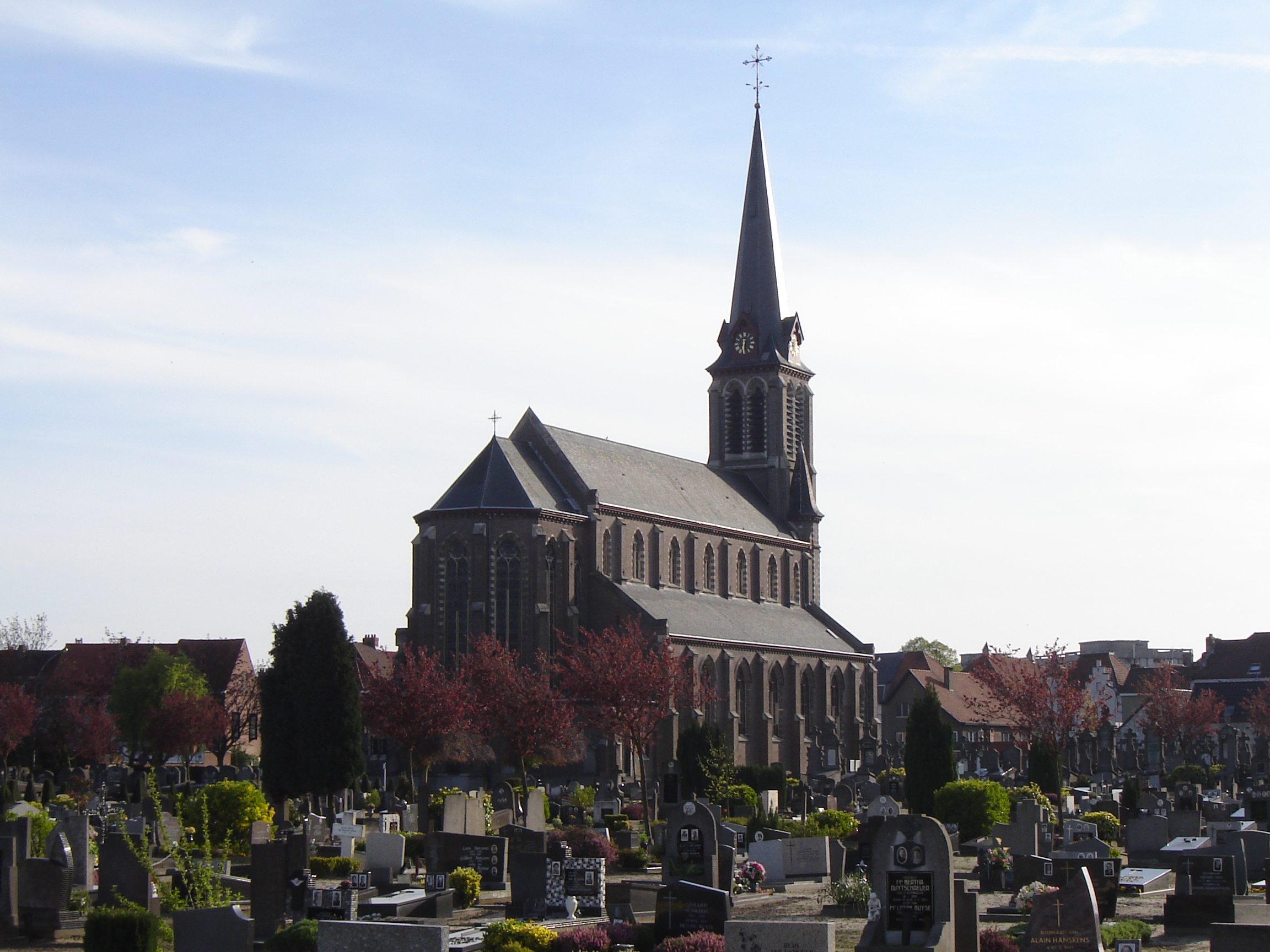
Sint-Simon en Judaskerk, en het uitgestrekt kerkhof aan de Schelde
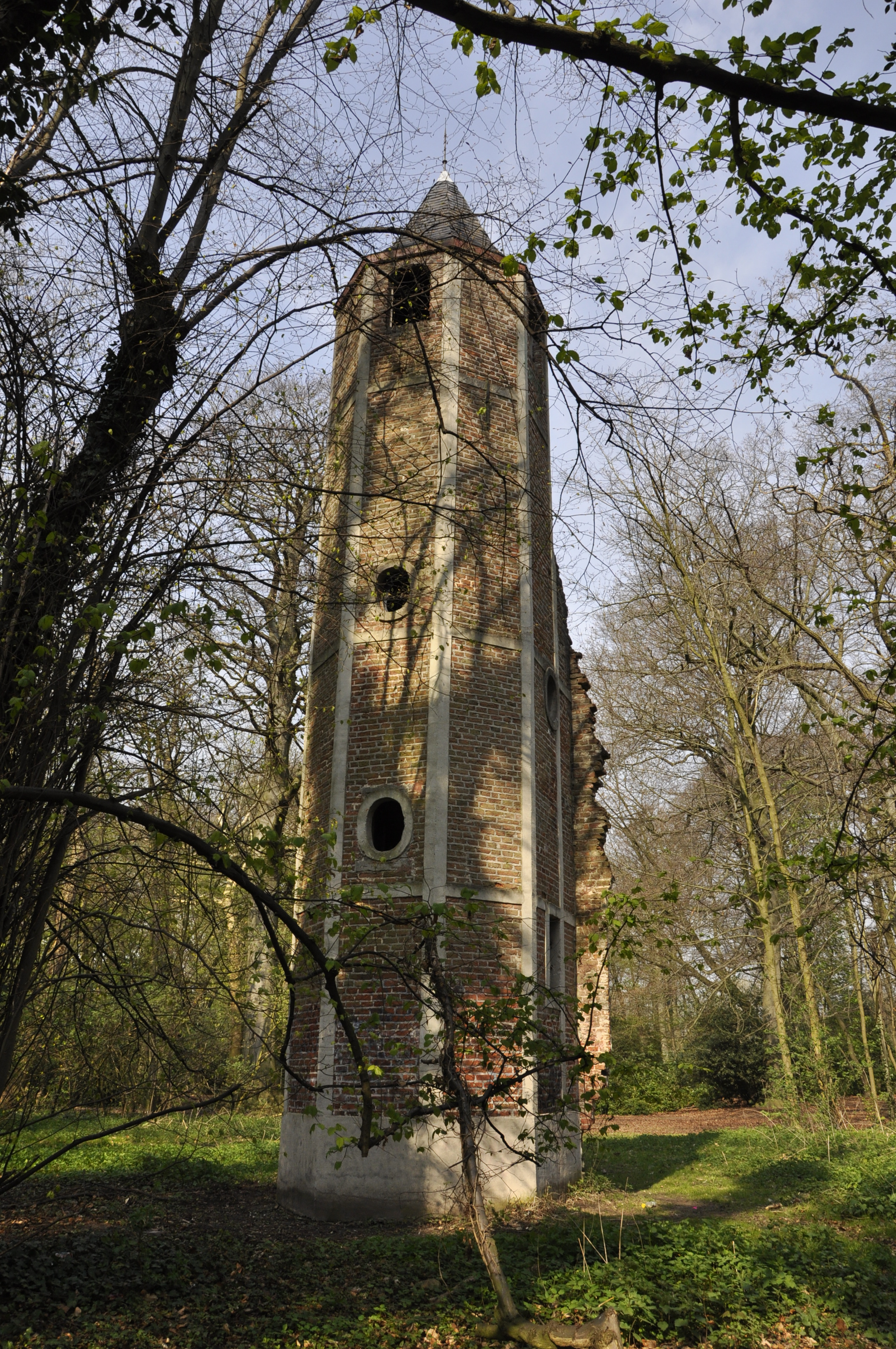
Toren van het verdwenen kasteel Vilain in het Rattendaelepark
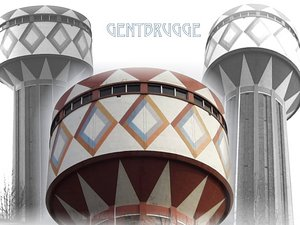
De Gentbrugse watertoren
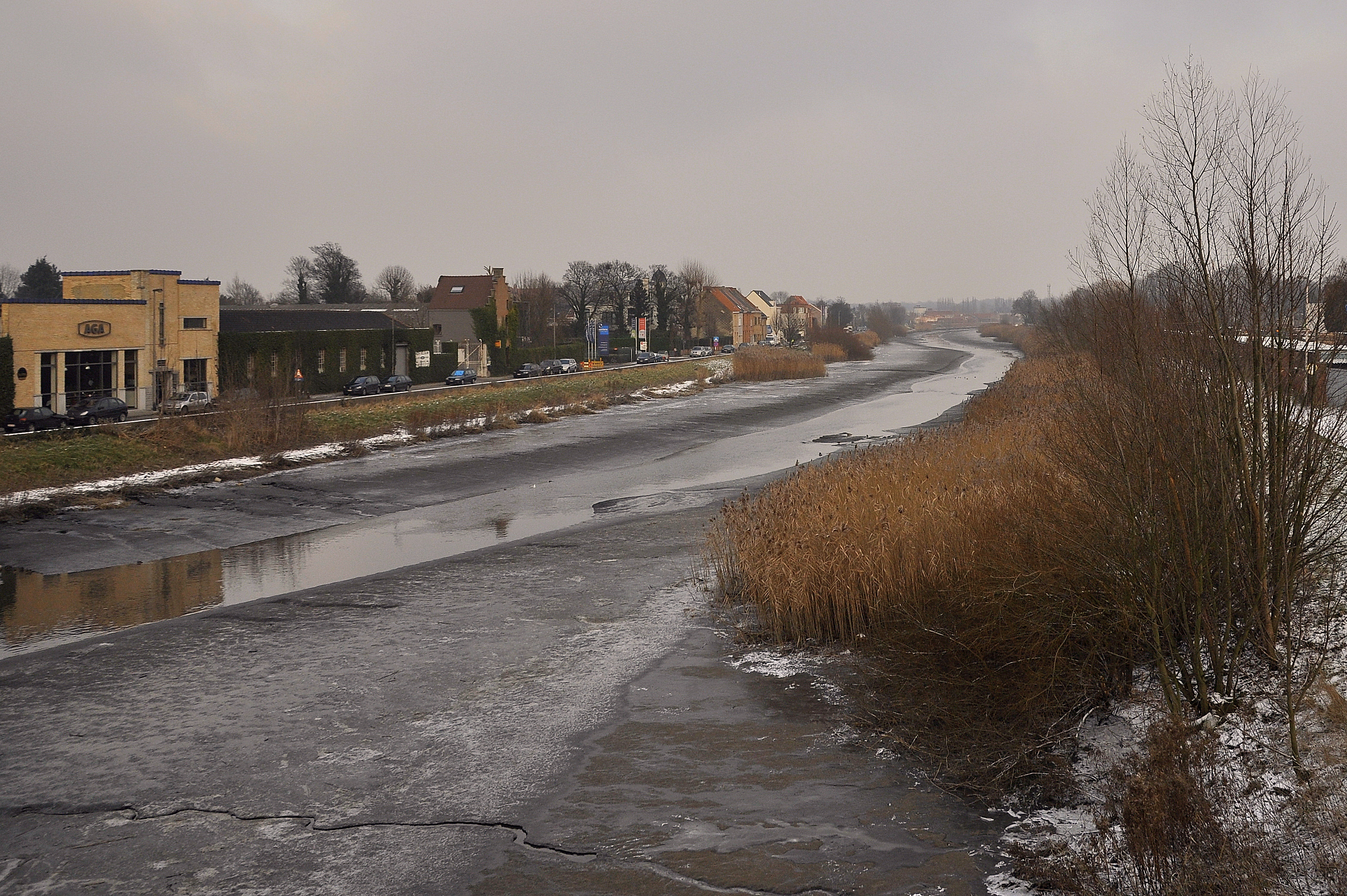
De Zeeschelde vanaf de brug in Gentbrugge (in oostelijke richting)
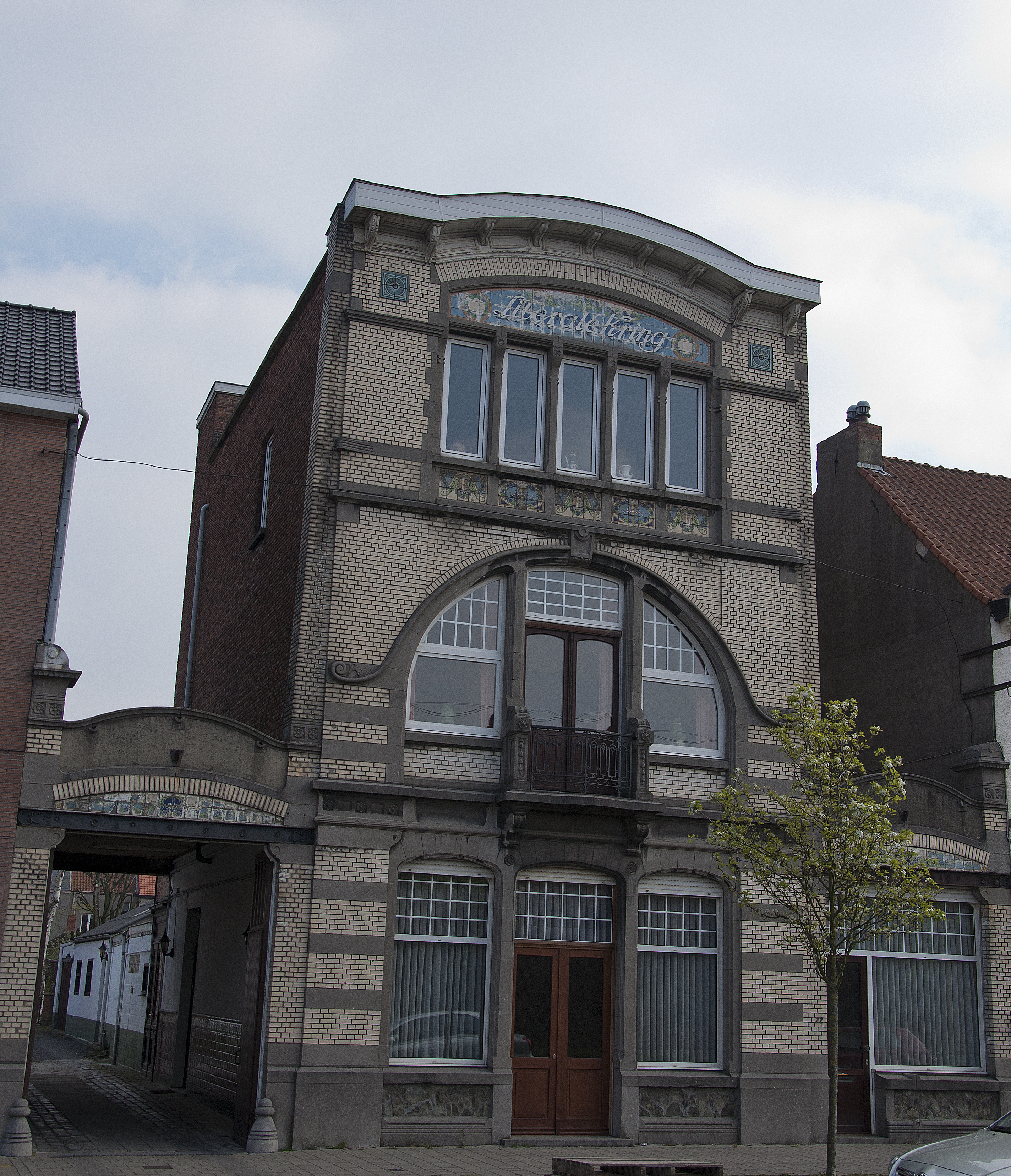
Liberale Kring, art-nouveau-ensemble aan de Leo Tertzweillaan uit 1913
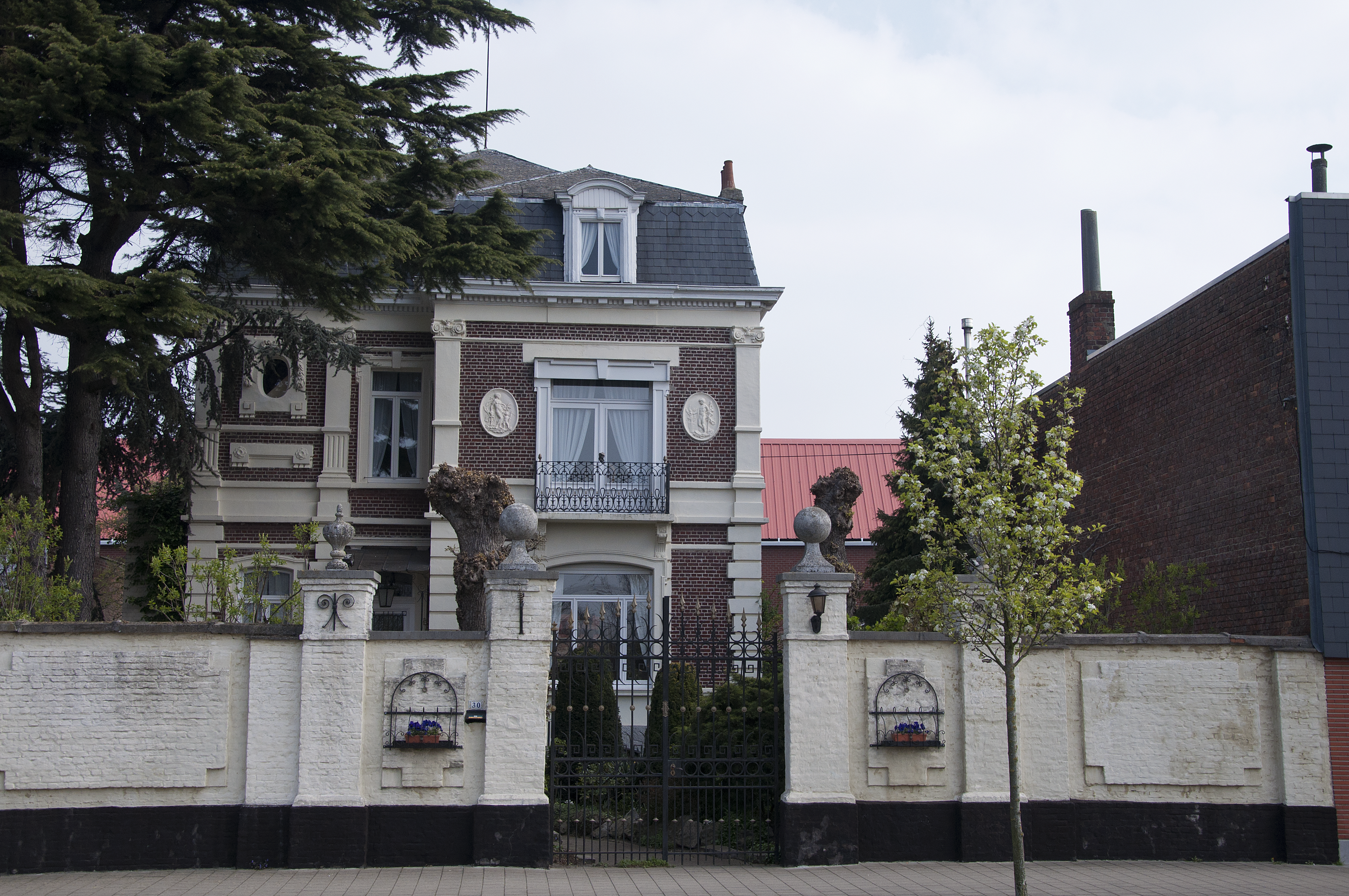
Villa Pauline, neoclassicistische villa aan de Leo Tertzweillaan, schetsen uit 1883
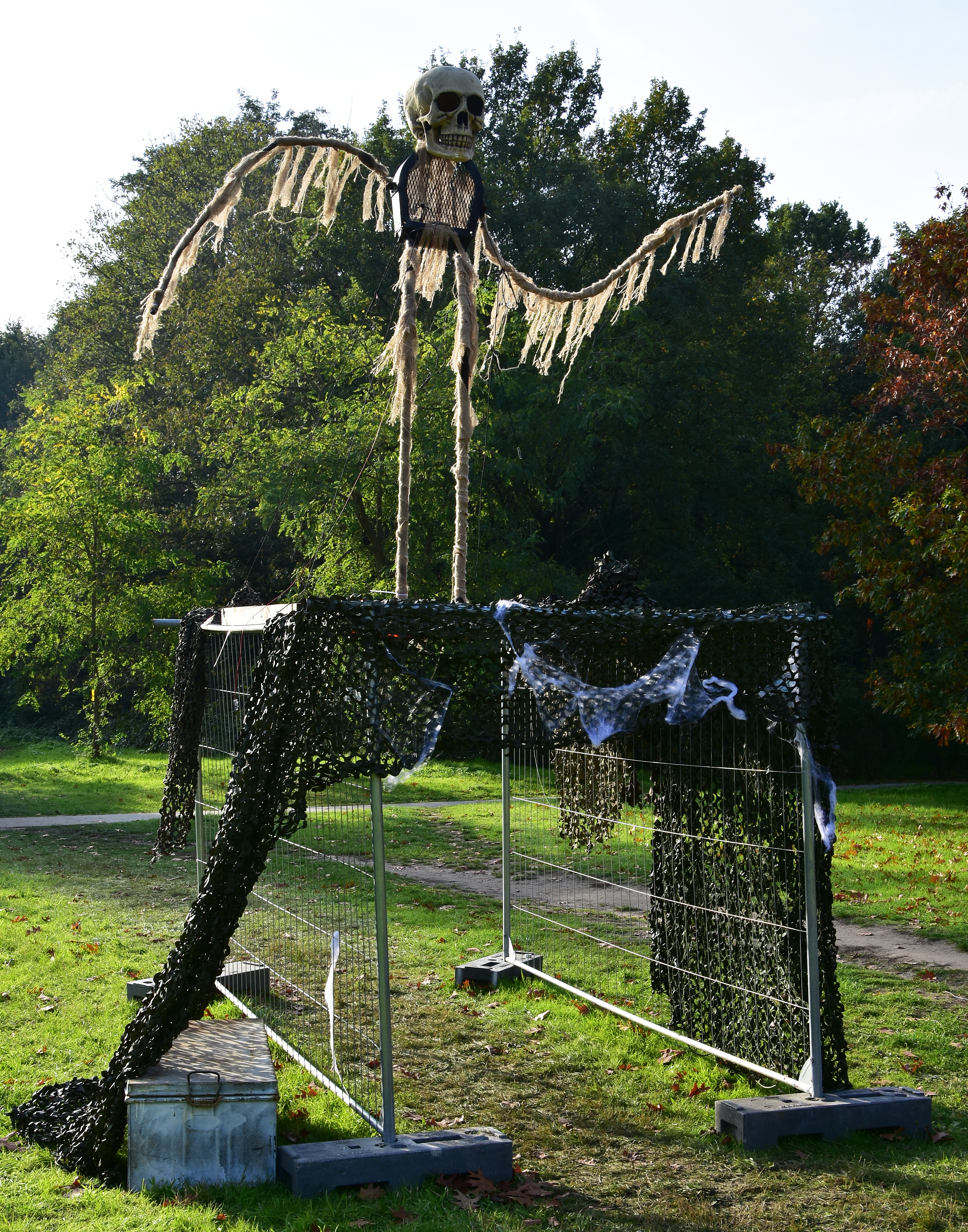
Halloween in Gentbrugge
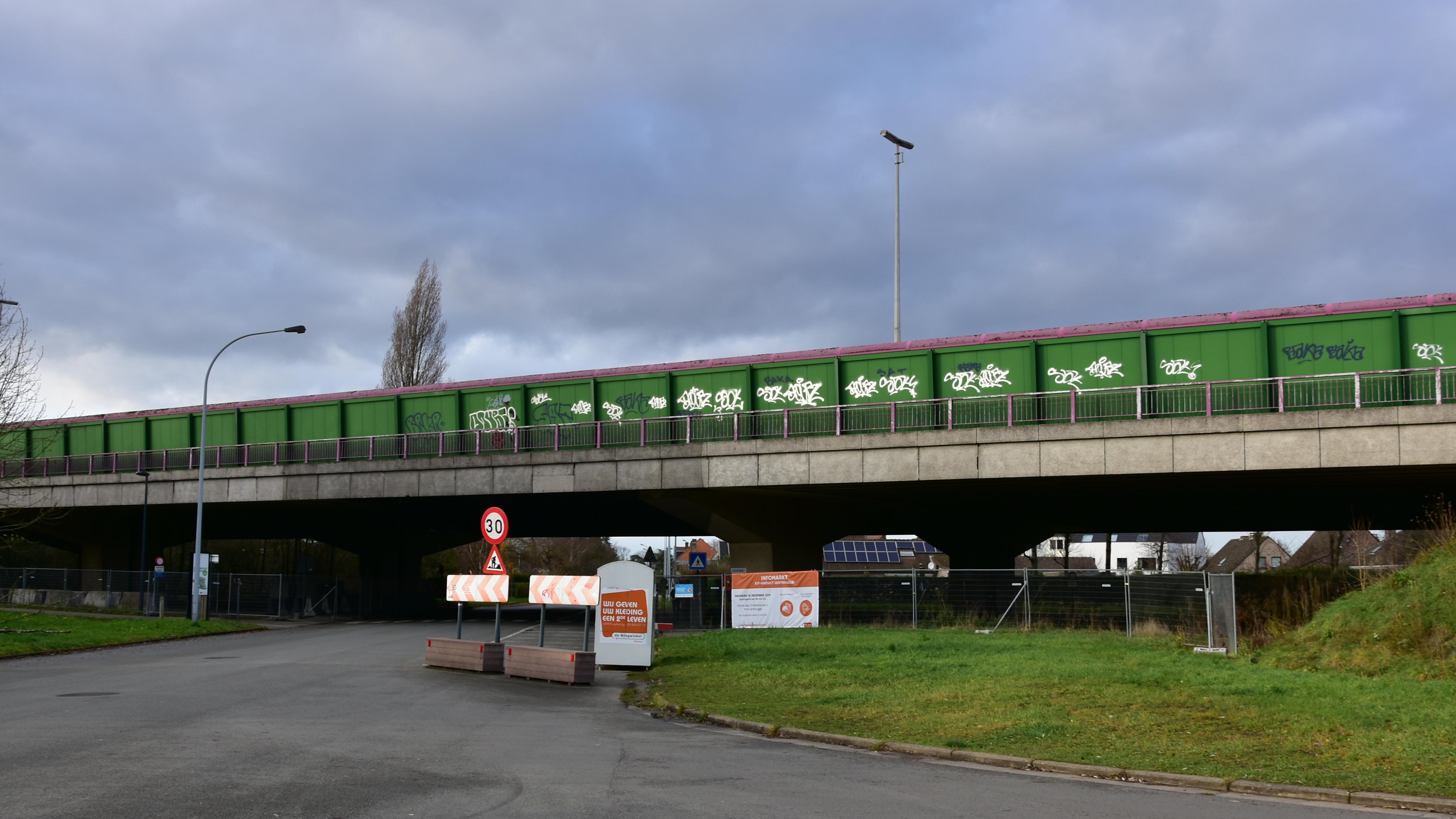
De viaduct ter hoogte van de Emiel van Swedenlaan

## Demografische ontwikkeling
Bronnen: NIS - Opm:1831 t/m 1970=volkstellingen; 1976=inwonertal op 31 december

## Verkeer
Gentbrugge wordt bediend door de Gentse tramlijnen T1, T2 & T3 en de buslijnen 3,9,27,28,94 & 96 . De deelgemeente heeft ook een NMBS-station: Station Gentbrugge. De autosnelweg E17 loopt op een viaduct dwars door Gentbrugge heen.

## Geboren te Gentbrugge
- Armand Thiéry (1868-1955), priester, theoloog en psycholoog
- Emiel Hullebroeck (1878-1965), componist
- Leo Elaut (1897-1978), geneesheer en politicus
- Yvonne Nevejean (1900-1987), directrice NWK (voorloper K&G) en verzetsstrijdster WOII, opgenomen in lijst rechtvaardige onder de volkeren voor het redden van circa 4000 joodse kinderen
- Marc Sleen (1922-2016), striptekenaar (eigenlijke naam: Marcel Neels)
- Monique Mol (1939), beeldhouwster
- Edward Theuns (1991), wielrenner

## Nabijgelegen kernen
Heusden, Destelbergen, Sint-Amandsberg, Ledeberg, Melle